# Sonate K. 294
La sonate K. 294 (F.242/L.67) en ré mineur est une œuvre pour clavier du compositeur italien Domenico Scarlatti.

## Présentation
La sonate K. 294 en ré mineur, notée Andante, forme une paire avec la sonate suivante, qui termine le volume V des manuscrits de Venise.
Alors que dans Venise elles se trouvent sur le volume suivant, dans Parme ces deux sonates forment une suite, avec deux autres sonates consécutives en majeur : K. 298 et 299, où les quatre portent les numéros 24 à 27. Cette parenté se précise dans l'ouverture semblable de la K. 295 (VII 25) et de la K. 298 (VII 26) − excepté le mètre.

## Manuscrits
Le manuscrit principal est le numéro 29 du volume V (Ms. 9776) de Venise (1753), copié pour Maria Barbara ; les autres sont Parme VII 24 (Ms. A. G. 31412), Münster IV 12 (Sant Hs 3967) et Vienne B 12 (VII 28011 B).

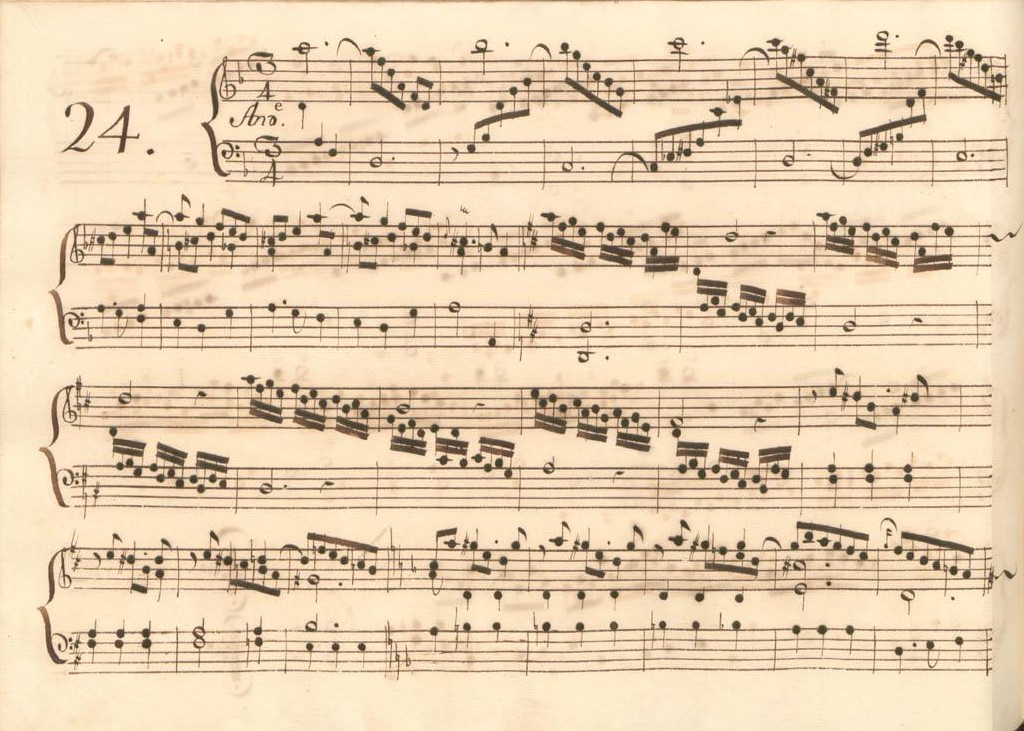
Parme VII 24.
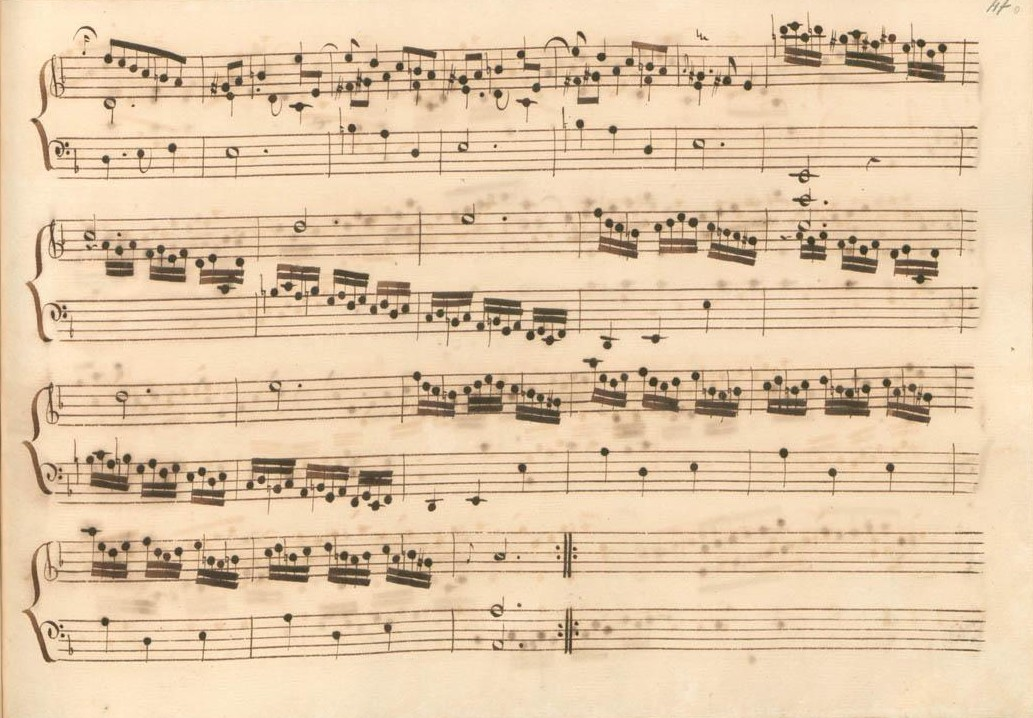
Parme VII 24 (fin de la première section).
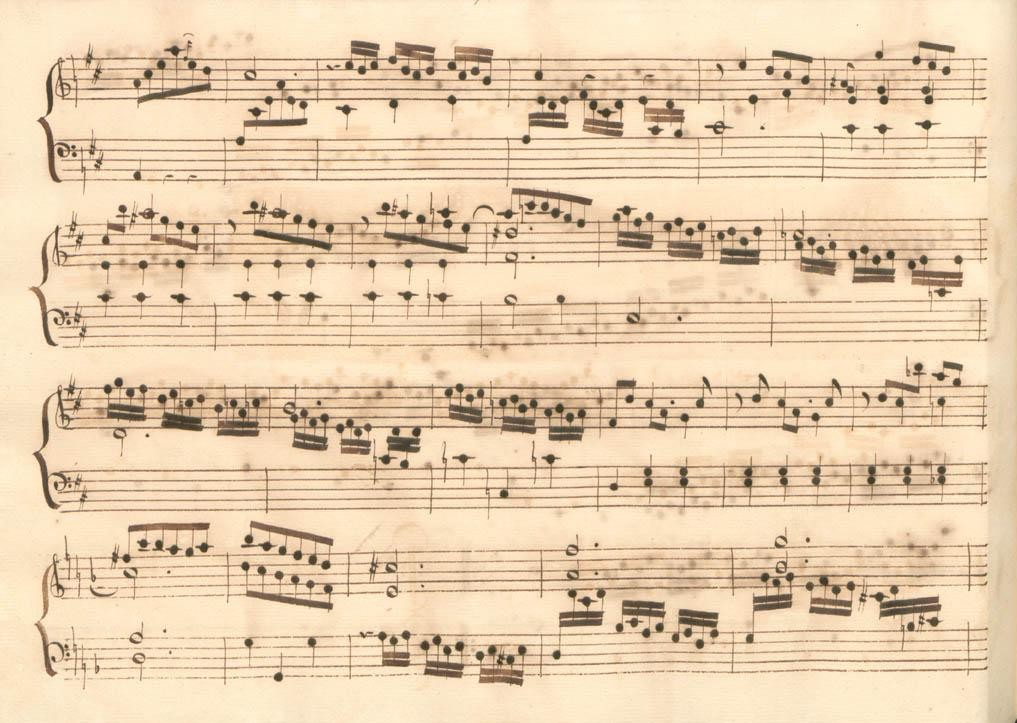
Parme VII 24 (début de la seconde section).
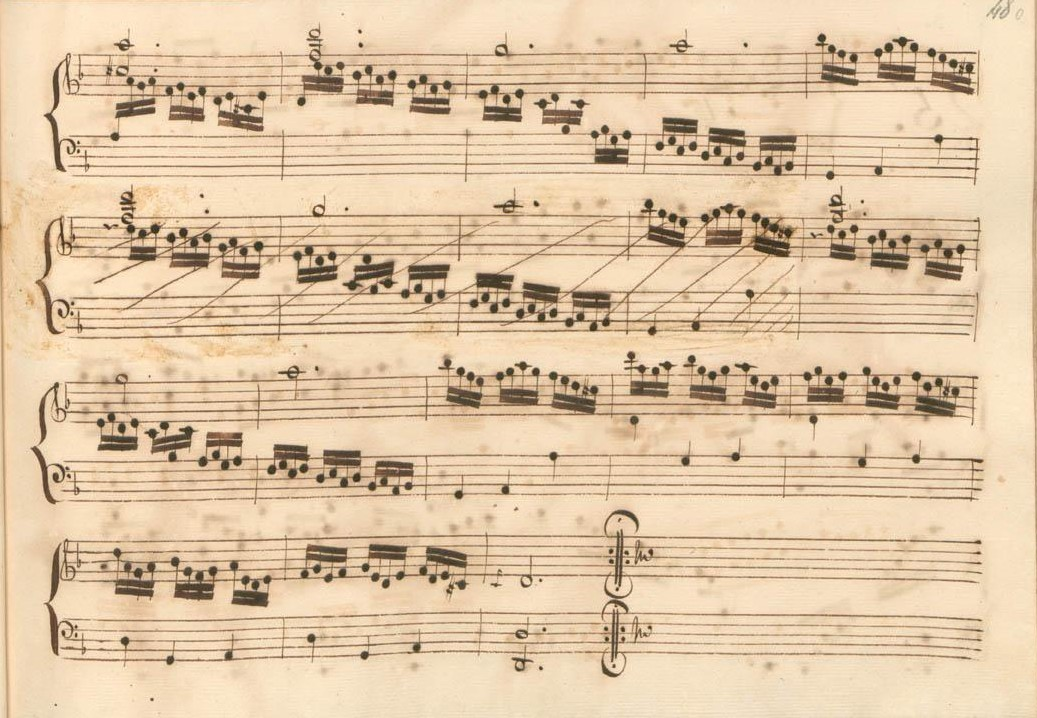
Parme VII 24 (fin de la sonate).
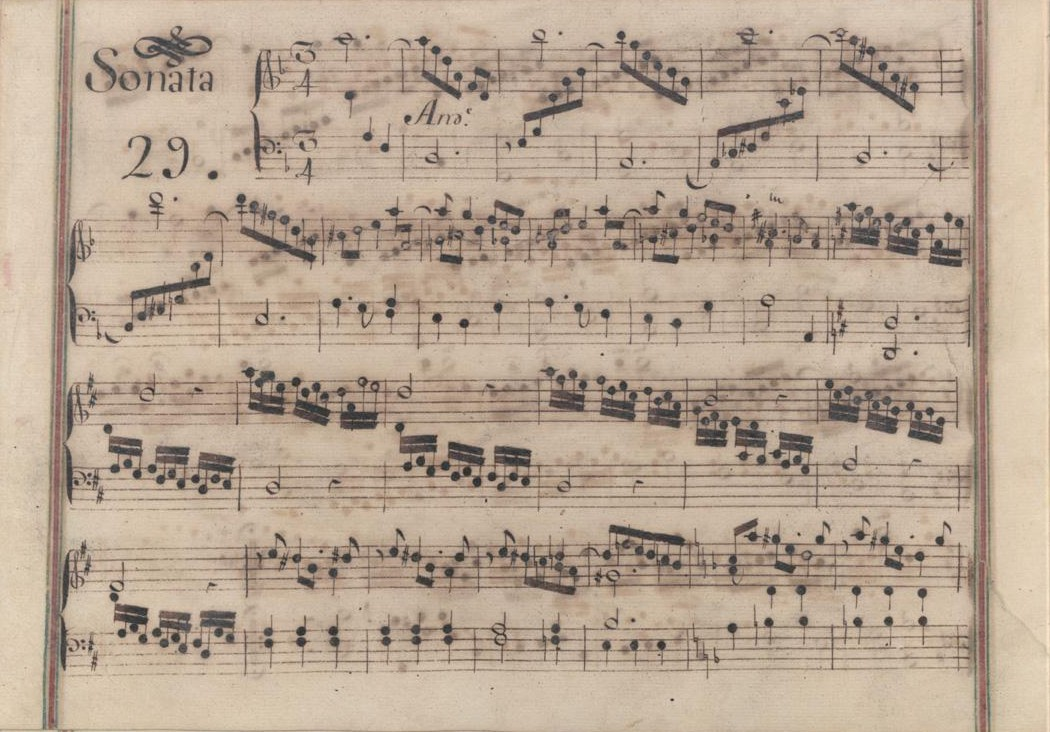
Venise V 29.

## Interprètes
La sonate K. 294 est défendue au piano notamment par Carlo Grante (2012, Music & Arts, vol. 3), Goran Filipec (2017, vol. 19 Naxos 8.573590) et Margherita Torretta (14-16 avril 2019, Academy Productions) ; au clavecin par Scott Ross (1985, Erato), Richard Lester (2002, Nimbus, vol. 2), Pieter-Jan Belder (Brilliant Classics) et Neal Peres Da Costa (2012, United Classics). Nicola Reniero l'interprète à l'orgue (2016, Brilliant Classics).

## Sources
: document utilisé comme source pour la rédaction de cet article.
- Ralph Kirkpatrick (trad. de l'anglais par Dennis Collins), Domenico Scarlatti, Paris, Lattès, coll. « Musique et Musiciens », 1982 (1re éd. 1953 (en)), 493 p. (ISBN 978-2-7096-0118-4, OCLC 954954205, BNF 34689181).
- Alain de Chambure, « Domenico Scarlatti : Intégrale des sonates — Scott Ross », Erato (2564-62092-2), 1985 (OCLC 891183737) .
- (en) Carlo Grante, « Domenico Scarlatti, intégrale des sonates pour clavier (vol. 3) », Music & Arts (CD-1292), 2013 (OCLC 907929504) .